# Парабиоз
Парабиоз в цитологии — состояние, пограничное между жизнью и смертью клетки. Термин ввел в физиологию возбудимых тканей профессор Николай Евгеньевич Введенский, изучая работы нервно-мышечного препарата при воздействии на него различных раздражителей. После смерти Введенского интерес к парабиозу постепенно угас.

## Общие сведения
Н. Е. Введенский сформулировал концепцию парабиоза в начале XX века, проводя эксперименты на стимулировании мышц лягушки электрическим током. После Введенского около 30 лет учёные пытались разрабатывать тему парабиоза, но постепенно исследования были прекращены.
Причины парабиоза — разные повреждающие воздействия на возбудимую ткань или клетку, не приводящие к грубым структурным изменениям, но в той или иной мере нарушающее её функциональное состояние. Такими причинами могут быть механические, термические, химические и другие раздражители.

## Сущность явления парабиоза
Как считал сам Введенский, в основе парабиоза лежит снижение возбудимости и проводимости, связанное с натриевой инактивацией. Советский цитофизиолог Н. А. Петрошин полагал, что в основе парабиоза лежат обратимые изменения белков протоплазмы. Под действием повреждающего агента клетка (ткань), не теряя структурной целостности, полностью прекращает функционировать. Это состояние развивается фазно, по мере действия повреждающего фактора (то есть зависит от продолжительности и силы действующего раздражителя). Если повреждающий агент вовремя не убрать, то наступает биологическая смерть клетки (ткани). Если же этот агент убрать вовремя, то ткань так же фазно возвращается в нормальное состояние.

## Эксперименты Н. Е. Введенского
Введенский проводил опыты на нервно-мышечном препарате лягушки. На седалищный нерв нервно-мышечного препарата последовательно наносились тестирующие раздражители разной силы. Один раздражитель был слабый (пороговой силы), то есть вызывал минимальное по величине сокращение икроножной мышцы. Другой раздражитель был сильный (максимальный), то есть наименьший из тех, которые вызывают максимальное сокращение икроножной мышцы. Затем в какой-либо точке на нерв наносился повреждающий агент и каждые несколько минут нервно-мышечный препарат подвергался тестированию: поочередно слабыми и сильными раздражителями. При этом последовательно развивались следующие стадии:
1. Уравнительная, когда в ответ на слабый раздражитель величина сокращения мышцы не изменялась, а в ответ на сильный амплитуда сокращения мышцы резко уменьшалась и становилась такой же, как при ответе на слабый раздражитель;
2. Парадоксальная, когда в ответ на слабый раздражитель величина сокращения мышцы оставалась прежней, а в ответ на сильный раздражитель величина амплитуды сокращения становилась меньше, чем в ответ на слабый раздражитель, или мышца вообще не сокращалась;
3. Тормозная, когда и на сильный и на слабый раздражители мышца не отвечала сокращением. Именно это состояние ткани и обозначается как парабиоз.

## Биологические значение парабиоза
Парабиоз — это не только лабораторный феномен, а явление, которое при определённых условиях может развиваться в целостном организме. Например, парабиотическое явление развивается в мозге в состоянии сна. Парабиоз как физиологический феномен, подчиняется общебиологическому закону силы, с отличием в том, что с усилением раздражителя ответная реакция ткани не увеличивается, а уменьшается.

## Медицинское значение парабиоза
Парабиоз лежит в основе действия местных анестетиков. Они обратимо связываются со специфическими участками, расположенными внутри потенциалзависимых натриевых каналов. Впервые подобный эффект был замечен у кокаина, однако вследствие токсичности и способности вызывать привыкание на данный момент применяют более безопасные аналоги — лидокаин и тетракаин. Один из последователей Введенского, Н. П. Резвяков предложил рассматривать патологический процесс как стадию парабиоза, поэтому для его лечения необходимо применять антипарабиотические средства.